# Aninișurile de pe Tărlung
Aninișurile de pe Tărlung este un sit de importanță comunitară (SCI) desemnat în scopul protejării biodiversității și menținerii într-o stare de conservare favorabilă a florei spontane și faunei sălbatice, precum și a habitatelor naturale de interes comunitar aflate în arealul zonei protejate. Acesta este situat în sud-estul Transilvaniei, pe teritoriul județului Brașov.

## Localizare
Aria naturală se află în partea sud-estică a județului Brașov, pe teritoriul administrativ sud-estic al orașului Săcele (în sudul satului Tărlungeni) și este străbătută de drumul național DN1A, care leagă municipiul Brașov de satul Cheia, Prahova.

## Înființare
Zona a fost declarată sit de importanță comunitară prin Ordinul Ministerului Mediului și Dezvoltării Durabile Nr.1964 din 13 decembrie 2007 (privind instituirea regimului de arie naturală protejată a siturilor de importanță comunitară, ca parte integrantă a rețelei ecologice europene Natura 2000 în România) și se întinde pe o suprafață de 163,1 hectare.

## Biodiversitate
Aria protejată reprezintă o zonă naturală (pășuni, păduri de foioase) montană (aflată la poalele Ciucașului, grupă muntoasă ce aparține Carpaților de Curbură) încadrată în bioregiunea alpină a Carpaților Orientali. Aceasta se întinde de-a lungul văii Tărlungului (afluent de stânga al râului Negru) și adăpostește o comunitate importantă de anin (Alnus glutinosa și Alnus incana), care vegetează în asociere cu specii arboricole de frasin (Fraxinus excelsior) și salcie (Salix L.).
La baza desemnării sitului se află trei specii de amfibieni enumerați în anexa I-a a Directivei Consiliului European 92/43/CE din 21 mai 1992 (privind conservarea habitatelor naturale și a speciilor de faună și floră sălbatică) și aflați pe lista roșie a IUCN; astfel: ivorașul-cu-burta-galbenă (Bombina variegata), tritonul cu creastă (Triturus cristatus) și salamandra carpatică (Triturus montandoni).
Alte specii faunistice (mamifere, păsări, reptile, amfibieni, pești) semnalate în sit: vulpe (Vulpes vulpes), jder (Martes martes), jderul de piatră (Martes foina), pisică sălbatică (Felis silvestris), veveriță (Sciurus carolinensis), iepure de câmp (Lepus europaeus), pârș (Glis glis); fâsă de pădure (Anthus trivialis), șoimul rândunelelor (Falco subbuteo), brumăriță de pădure (Prunella modularis), mugurar (Pyrrhula pyrrhula), vânturel roșu (Falco tinnunculus); șarpele de alun (Coronella austriaca), șarpe de casă (Natrix natrix), șopârlă de câmp (Lacerta agilis), broasca roșie de munte (Rana temporaria), broască râioasă brună (Bufo bufo), broasca verde de pădure (Rana esculenta); clean (Squalius cephalus), boiștean (Phoxinus phoxinus), zglăvoc (Cottus gobio), moioagă (Barbus meridionalis petenyi). 
Printre speciile de plante care vegetează la nivelul ierburilor se află mai multe rarități floristice (unele protejate la nivel european prin aceeași Directivă CE 92/43 din 21 mai 1992); astfel: bulbuc de munte (Trollius europaeus), ciuboțica cucului de munte (Primula elatior), roiniță (Melissa officinalis), sisinel de munte (Pulsatilla alba), vulturică (Hieracium alpinum), brândușă de munte (Crocus heuffelianus), brândușă de toamnă (Colchicum autumnale), mierea ursului (Pulmonaria rubra), ochiul găinii (Primula minima), garofiță (Dianthus carthusianorum), păștiță (Anemone nemorosa), margaretă (Leucanthemum vulgare), degetăruț (Soldanella montana), păiuș roșu (Festuca rubra) sau firuță (Poa pratensis).

## Căi de acces
- Drumul național DN1A Brașov - Săcele pe ruta: Cheia.

## Monumente și atracții turistice
În vecinătatea sitului se află câteva obiective de interes istoric, cultural și turistic (lăcașuri de cult, muzee, rezervații naturale, situri Natura 2000); astfel:

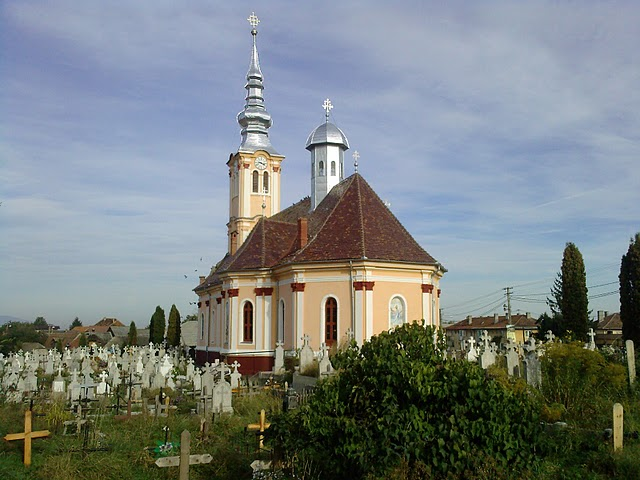
Biserica "Sf. Adormire a Maicii Domnului" din Turcheș

- Ansamblul bisericii "Sf. Nicolae" din Cernatu (biserica, zidul de incintă și turnul-clopotniță), construcție secolul al XVIII-lea, monument istoric.
- Ansamblul bisericii "Sf. Adormire a Maicii Domnului" din Turcheș (biserica, școala veche și zidul de incintă cu turn de poartă), construcție secolul al XVIII-lea, monument istoric.
- Ansamblul bisericii "Sf. Nicolae" din Baciu (biserică, poartă și zid de incintă), construcție 1808 - 1809, monument istoric.
- Ansamblul bisericii "Sf. Arhangheli Mihail și Gavriil" din Satulung (biserica, școala veche și zidul de incintă), construcție secolul al XIX-lea, monument istoric.
- Ansamblul bisericii "Adormirea Maicii Domnului" din Satulung (biserica și zidul de incintă), construcție sec. XIX - XX, monument istoric.
- Casa Dijmelor din Săcele (construită în anul 1543), clădire ce astăzi găzduiește Muzeul Etnografic (filială a Muzeului de Etnografie Brașov) și adăpostește exponate ale unor documente istorice, obiecte de uz gospodăresc ale mocanilor săceleni, interioare de case tradiționale țărănești și piese de port popular ceangăiesc și mocănesc[15].
- Ariile protejate Piatra Mare (sit de importanță comunitară aflat în masivul omonim) și Locul fosilifer Purcăreni (rezervație naturală declarată monument al naturii ce adăpostește resturi de faună fosilă din perioada geologică a Jurasicului superior).